# Hermes
Hermes ili Hermo (grč. Ἑρμῆς, Hermễs) u grčkoj mitologiji glasnik je bogova, zaštitnik putnika i lopova, pastira, pjesnika, atletičara i trgovaca; Zeusov i Majin sin. Hermesov je pandan u rimskoj mitologiji Merkur.

## Etimologija
Prema Mülleru, za Hermesovo se ime mislilo da dolazi od grčke riječi ἕρμα, herma koja označava kamen; kvadratni ili pravokutni stup s Hermesovom glavom na vrhu, a muškim genitalijama na dnu. No, vjerojatnije je da je obrnuto, da je imenovanje stupova došlo od njegova imena.
Od njegova su imena izvedene riječi poput hermetičan koja označava nešto zatvoreno, jer bi on, kao glasnik bogova, premostio komunikacijski jaz između bogova i ljudi. Na grčkom je hermaion označavalo sretan pronalazak.

## Karakteristike
Hermesovi su simboli pijevac i kornjača, a može ga se prepoznati po putničkoj kapi (petasus), torbi, krilatim sandalama (talaria) i glasničkom štapu - grč. kerykeion s astrološkim simbolom bika ili pak štap kaducej sa zmijama. Nosio je odjeću putnika, radnika ili pastira.
Ovidije daje kratak opis u svojim Metamorfozama:

Odmah na glavu klobuk i krila na noge ovaj

Metne, a u ruku jaku uspavljivu šibljiku uzme;

Jupiter-boga sin učinivši sve to iz dvora

Očinih na zemlju skoči i onda skine s glave

Klobuk i ostavi krila te šibljiku samo zadrži,

Kojom koze ko pastir po zahodnim poljima oni

Hermes je glasnik koji prenosi ljudima poruke bogova, najbrži je od svih bogova i odan svome ocu Zeusu. Izumio je vatru i pritom ga možemo usporediti s Prometejem koji ju je donio ljudima. Također je izumio liru i sirinks koje je potom razmijenio s Apolonom. Izmislio je i mnoge vrste utrka i boksački sport te je bio zaštitnik atletičara.
Hermes je bio i pratitelj mrtvih u Had. Često su ga prikazivali kao jedinog boga koji može ulaziti i izlaziti u Had bez ograničenja, uz Hada i Perzefonu.
Isprva je Hermes bio falični bog, prikazivan s bradom i falusom, a poslije je atletski stiliziran.

### Stalni epiteti
- Acacesius (akakijski)
- Argeiphontes (ubojica Arga, diva)
- Charidotes (koji daje šarm)
- Criophorus (ovnonosac)
- Cyllenius (rođen na Kileni)
- Diaktoros (glasnik)
- Dolios (projektant)
- Enagonios (vezan uz igre, olimpijske)
- Enodios (na cesti)
- Epimelius (čuvar jata)
- Eriounios (srećonoša)
- Psychopompos (pratitelj mrtvih)

## Mitologija

### Rođenje
Hermesa je rodila nimfa Maja na brdu Kileni u Arkadiji. Maja je bila jedna od Plejada, Atlantova kći. 
U Homerskim himnama opisano je rađanje boga Hermesa. Njegovu je majku Maju tajno oplodio Zeus te je ona zamotala dijete u povoje, ali ono je pobjeglo dok je spavala. Hermes je otišao u Tesaliju gdje je Apolon držao svoju stoku, ukrao mu je goveda i odnio ih u jednu pećinu u šumi blizu Pila, prekrivši tragove. U pećini je pronašao kornjaču koju je ubio, uzeo joj oklop i u njega smjestio kravlja crijeva i tako napravio prvu liru. Apolon se požalio njegovoj majci da mu je Hermes ukrao stoku, ali Hermes se već vratio u svoje povoje te Maja nije vjerovala Apolonovim riječima. Zeus se umiješao i složio s Apolonom tvrdivši da je vidio sve događaje. Hermes je zatim počeo svirati na svojoj novoj liri, a Apolon se zaljubio u taj instrument te mu je ponudio stoku u zamjenu za liru. Apolon je tada postao umjetnik na liri, a Hermes je kasnije izumio još jedan instrument - sirinks. Poslije je Apolon u zamjenu za sirinks Hermesu dao kaducej.
Zbog ovog je događaja Hermes zaštitnik lopova. 

#### Hermesova djeca
- Abder, Heraklov ljubavnik
- Autolik, princ lopova, Odisejev pradjed
- Eros (Kupid, Kupidon), s Afroditom
- Hermafrodit, s Afroditom
- Pan, s nimfom Driopom.
- Prijap, s Afroditom, falični bog
- Tiha ili Fortuna, s Afroditom, božica sreće

### Priče

#### Hermes i Arg
Argeiphontes, Hermesov epitet koji označava Argova ubojicu, pridan mu je pošto je ubio diva Arga s mnoštvom očiju koji je pazio na nimfu Iju, Zeusovu ljubavnicu, u Herinu svetištu u gradu Argu.
Hermes je, na Zeusovu zapovijed, uspavao Arga, a potom iskoristio čaroliju da mu zatvori sve oči, a potom mu je odsjekao glavu. Njegove su oči zatim postavljene u paunov rep, a paun je postao Herin simbol.
Poslije je Hera nastavila goniti Iju poslavši na nju (bila je u obličju junice) obada da je progoni po svijetu i da joj smeta. Ija je na posljetku stigla do Egipta gdje je štovana kao božica.

#### Hermes i Perzej
Hermes je pomogao Perzeju da ubije gorgonsku Meduzu tako što mu je posudio svoje krilate sandale i Zeusov srp. Također mu je dao kacigu nevidljivosti i rekao mu da je rabi da ga Meduzine besmrtne sestre Gorgone ne bi mogle vidjeti.

#### Hermes i Prometej
Eshil je u svom Okovanom Prometeju napisao da je Zeus poslao Hermesa da se suoči s Titanom Prometejem zbog proročanstva da će Zeusa netko svrgnuti s prijestolja. Hermes je grdio Prometeja da je nerazuman, ali ovaj mu ipak nije odao detalje proročanstva.

#### Ilijada i Odiseja
U Homerovu djelu Ilijadi, Hermes je pomogao kralju Prijamu od Troje da se ušulja u ahejsko uporište i suoči s Ahilejem te da ga uvjeri da mu vrati Hektorovo tijelo.
U Odiseji je pak poslan da bi Kalipsi izrazio želju bogova da pusti Odiseja s otoka. U desetome pjevanju Odiseju daje biljku koja će ga štititi od Kirke.

#### Ljubav
Hermes se zaljubio u Herzu, jednu od tri sestre koje su služile božici Ateni. Njezina je ljubomorna sestra Aglaura htjela spriječiti tu ljubav pa ju je Hermes pretvorio u kamen. Sin Hermesa i Herze zvao se Kefal. Imao je još jednog sina, Keriksa, najvjerojatnije s trećom sestrom - Pandrozom ili sa samom Herzom. S Aglaurom je imao Eumolpa.

#### Ostalo
Hermes je imao još neka pojavljivanja u mitologiji:
- pomogao je Orfeju da vrati Euridiku iz Hada.

- zaštitio je Dioniza od ljubomorne Here, nakon što je ona ubila Dionizovu smrtnu majku Semelu koja je začela to dijete s Herinim mužem Zeusom

- pretvorio je Minjade u šišmiše

- od Trija je naučio proricanje i vračanje

- odveo je Pandoru smrtnicima i usadio joj snažnu znatiželju

## Vanjske poveznice
- Hermes u klasičnoj literaturi i umjetnosti (engl.)
- Hermes u grčkoj mitologiji (engl.)